# Stordriftsnackdel

Ett diagram som kan användas för att illustrera stordriftsfördelar och stordriftsnackdelars verkan. Diagrammets kurva visar genomsnittskostnad per producerad enhet/produkt i relation till producerad kvantitet på lång sikt, dvs s.k. långsiktig genomsnittskostnad. I början är företaget litet, kvantiteten är låg och genomsnittskostnaden per enhet är hög. Då företaget växer ökar kvantiteten och genomsnittskostnaden per enhet blir lägre och s.k. tilltagande skalavkastning råder, dvs lönsamheten ökar. Men efter passerande av punkten Q_{1}, kommer ytterligare ökad kvantitet/växande på grund av stordriftsnackdelarnas verkan att öka genomsnittskostnaden per producerad enhet. Detta kallas avtagande skalavkastning, dvs lönsamheten minskar. Omkring punkten Q_{1}, den punkt där s.k. konstant skalavkastning inträffar, kan då ekonomiskt sett optimal företagsstorlek sägas vara.

Stordriftsnackdel är motsatsen till begreppet stordriftsfördel. Precis som ökad stordrift i form av t.ex. sammanslagningar av företag kan medföra ekonomiska fördelar så kan det även medföra nackdelar. Om stordriftsfördelar definieras finnas om genomsnittskostnaden per producerad enhet (med enhet menas en produkt, en vara eller en tjänst) minskar med ökad kvantitet, kan stordriftsnackdelar sägas finnas när genomsnittskostnaden per producerad enhet ökar med ökad kvantitet.
Stordriftsnackdelar kan uppstå av olika skäl, men kan  t.ex. bero på att den större organisationen blev mer svåröverblickbar och svårstyrd med högre krav på administration och mer komplicerad intern och extern kommunikation och längre beslutsvägar, jämfört med inom den tidigare mindre organisationen, något som kan göra att graden av effektivitet minskar i den större organisationen.
Av naturliga skäl framhålls ofta stordriftsfördelarna i ett tidigt skede av en företagssammanslagning, för om så inte hade gjorts skulle sammanslagningen kanske inte ha genomförts. För olika verksamheter är sambandet mellan effektivitet och kvantitet eller storlek dock olika tydlig. Riskerna för stordriftsnackdelar ägnas sällan uppmärksamhet i samma utsträckning som möjligheterna till stordriftsfördelar. Dock finns det många exempel på företagssammanslagningar som inte har fallit så väl ut som planerat likväl som många teorier om varför stordrift i vissa fall inte fungerar så bra som det hade framställts eller visade sig svårare än det verkade, till exempel att det kan bero på att de som gynnas av sammanslagningarna vill framhäva fördelarna och tona ner nackdelarna.